# Kolarstwo na Letnich Igrzyskach Olimpijskich 1948 – sprint mężczyzn
Sprint mężczyzn podczas Letnich Igrzysk Olimpijskich 1948 rozegrany został 7–9 sierpnia na Herne Hill Velodrome w Londynnie. Wystartowało 23 zawodników z 23 krajów.

## Fromat zawodów
W pierwszej rundzie odbyło się 11 wyścigów, z których zwycięzcy awansowali do rundy drugiej, a przegrani rywalizowali w repasażach. Z pięciu wyścigów repasażowych do drugeij rundy awansowali tylko zwycięzcy. W drugiej rundzie rozegrano 8 wyścigów, z których zwycięzcy awansowali do ćwierćfinału.
Z każdego z wyścigów ćwierćfinałowych zwycięzcy awnasowali do półfinału. Z dwóch wyścigów półfinałowych zwyciężcy awansowali do fianłu, a przegrani rywalizowali o brązowy medal. W pierwszej i drugiej rundzie rywalizowano podczas pojedynczego wyścigu. Od ćwierćfinału rywalizacja toczyła się do dwóch wygranych wyścigów.
Rywalizacja odbywała się na dystansie dwóch okrązeń toru, co dawało okło 920 m. Rejestrowano czas całego wyścigu jak i ostatnich 200 m.

## Wyniki

### Pierwsza runda
| Pozycja | Zawodnik          | Reprezentacja     | Czas | Uwagi |
| ------- | ----------------- | ----------------- | ---- | ----- |
| 1.      | Leonel Rocca      | Urugwaj           | 12,6 | Q     |
| 2.      | Compton Gonsalves | Trynidad i Tobago |      |       |

| Pozycja | Zawodnik      | Reprezentacja | Czas | Uwagi |
| ------- | ------------- | ------------- | ---- | ----- |
| 1.      | Jean Roth     | Szwajcaria    | 13,0 | Q     |
| 2.      | Mario Masanés | Chile         |      |       |

| Pozycja | Zawodnik          | Reprezentacja | Czas | Uwagi |
| ------- | ----------------- | ------------- | ---- | ----- |
| 1.      | Jan Hijzelendoorn | Holandia      | 13,3 | Q     |
| 2.      | Reinaldo Paseiro  | Kuba          |      |       |

| Pozycja | Zawodnik        | Reprezentacja | Czas | Uwagi |
| ------- | --------------- | ------------- | ---- | ----- |
| 1.      | Axel Schandorff | Dania         | 12,5 | Q     |
| 2.      | Charlie Bazzano | Australia     |      |       |

| Pozycja | Zawodnik      | Reprezentacja | Czas | Uwagi |
| ------- | ------------- | ------------- | ---- | ----- |
| 1.      | Erich Welt    | Austria       | 17,2 | Q     |
| 2.      | Adolfo Romero | Meksyk        |      |       |

| Pozycja | Zawodnik     | Reprezentacja | Czas | Uwagi |
| ------- | ------------ | ------------- | ---- | ----- |
| 1.      | Mario Ghella | Włochy        | 12,9 | Q     |
| 2.      | Bob Lacourse | Kanada        |      |       |

| Pozycja | Zawodnik          | Reprezentacja | Czas | Uwagi |
| ------- | ----------------- | ------------- | ---- | ----- |
| 1.      | Ward Van de Velde | Belgia        | 13,6 | Q     |
| 2.      | Howard Wing       | Chiny         |      |       |

| Pozycja | Zawodnik          | Reprezentacja   | Czas | Uwagi |
| ------- | ----------------- | --------------- | ---- | ----- |
| 1.      | Reg Harris        | Wielka Brytania | 14,4 | Q     |
| 2.      | Rusi Mulla Feroze | Indie           |      |       |

| Pozycja | Zawodnik          | Reprezentacja | Czas | Uwagi |
| ------- | ----------------- | ------------- | ---- | ----- |
| 1.      | Clodomiro Cortoni | Argentyna     | 12,4 | Q     |
| 2.      | Julio César León  | Wenezuela     |      |       |

| Pozycja | Zawodnik          | Reprezentacja    | Czas | Uwagi |
| ------- | ----------------- | ---------------- | ---- | ----- |
| 1.      | Jacques Bellenger | Francja          | 12,5 | Q     |
| 2.      | Laddie Lewis      | Gujana Brytyjska |      |       |

| Pozycja | Zawodnik              | Reprezentacja     | Czas | Uwagi |
| ------- | --------------------- | ----------------- | ---- | ----- |
| 1.      | Jack Heid             | Stany Zjednoczone | 13,0 | Q     |
| 2.      | Muhammad Naqi Mallick | Pakistan          |      |       |

#### Repasaże
| Pozycja | Zawodnik      | Reprezentacja | Czas | Uwagi |
| ------- | ------------- | ------------- | ---- | ----- |
| 1.      | Bob Lacourse  | Kanada        | 13,7 | Q     |
| 2.      | Adolfo Romero | Meksyk        |      |       |

| Pozycja | Zawodnik              | Reprezentacja | Czas | Uwagi |
| ------- | --------------------- | ------------- | ---- | ----- |
| 1.      | Charlie Bazzano       | Australia     | 14,1 | Q     |
| 2.      | Muhammad Naqi Mallick | Pakistan      |      |       |

| Pozycja | Zawodnik         | Reprezentacja    | Czas | Uwagi |
| ------- | ---------------- | ---------------- | ---- | ----- |
| 1.      | Mario Masanés    | Chile            | 13,3 | Q     |
| 2.      | Manthos Kaloudis | Grecja           |      |       |
| 3.      | Laddie Lewis     | Gujana Brytyjska |      |       |

| Pozycja | Zawodnik          | Reprezentacja | Czas | Uwagi |
| ------- | ----------------- | ------------- | ---- | ----- |
| 1.      | Reinaldo Paseiro  | Kuba          | 14,5 | Q     |
| 2.      | Rusi Mulla Feroze | Indie         |      |       |

| Pozycja | Zawodnik          | Reprezentacja     | Czas | Uwagi |
| ------- | ----------------- | ----------------- | ---- | ----- |
| 1.      | Julio César León  | Wenezuela         | 12,6 | Q     |
| 2.      | Compton Gonsalves | Trynidad i Tobago |      |       |

### Runda 2
| Pozycja | Zawodnik         | Reprezentacja | Czas | Uwagi |
| ------- | ---------------- | ------------- | ---- | ----- |
| 1.      | Mario Ghella     | Włochy        | 12,0 | Q     |
| 2.      | Julio César León | Wenezuela     |      |       |

| Pozycja | Zawodnik          | Reprezentacja | Czas | Uwagi |
| ------- | ----------------- | ------------- | ---- | ----- |
| 1.      | Mario Masanés     | Chile         | 12,0 | Q     |
| 2.      | Jacques Bellenger | Francja       |      |       |

| Pozycja | Zawodnik          | Reprezentacja | Czas | Uwagi |
| ------- | ----------------- | ------------- | ---- | ----- |
| 1.      | Ward Van de Velde | Belgia        | 13,0 | Q     |
| 2.      | Reinaldo Paseiro  | Kuba          |      |       |

| Pozycja | Zawodnik        | Reprezentacja | Czas | Uwagi |
| ------- | --------------- | ------------- | ---- | ----- |
| 1.      | Charlie Bazzano | Australia     | 14,3 | Q     |
| 2.      | Jean Roth       | Szwajcaria    |      |       |

| Pozycja | Zawodnik          | Reprezentacja | Czas | Uwagi |
| ------- | ----------------- | ------------- | ---- | ----- |
| 1.      | Jan Hijzelendoorn | Holandia      | DNF  |       |
| 2.      | Leonel Rocca      | Urugwaj       | 13,1 | DSQ   |

| Pozycja | Zawodnik          | Reprezentacja | Czas | Uwagi |
| ------- | ----------------- | ------------- | ---- | ----- |
| 1.      | Leonel Rocca      | Urugwaj       | 13,5 |       |
| 2.      | Jan Hijzelendoorn | Holandia      |      |       |

| Pozycja | Zawodnik        | Reprezentacja | Czas | Uwagi |
| ------- | --------------- | ------------- | ---- | ----- |
| 1.      | Axel Schandorff | Dania         | 12,5 | Q     |
| 2.      | Erich Welt      | Austria       |      |       |

| Pozycja | Zawodnik          | Reprezentacja     | Czas | Uwagi |
| ------- | ----------------- | ----------------- | ---- | ----- |
| 1.      | Jack Heid         | Stany Zjednoczone | 12,0 | Q     |
| 2.      | Clodomiro Cortoni | Argentyna         |      |       |

| Pozycja | Zawodnik     | Reprezentacja   | Czas | Uwagi |
| ------- | ------------ | --------------- | ---- | ----- |
| 1.      | Reg Harris   | Wielka Brytania | 15,1 | Q     |
| 2.      | Bob Lacourse | Kanada          |      |       |

### Ćwierćfinał
| Pozycja | Zawodnik          | Reprezentacja | Czas (wyścig 1) | Czas (wyścig 2) | Czas (wyścig 3) | Uwagi |
| ------- | ----------------- | ------------- | --------------- | --------------- | --------------- | ----- |
| 1.      | Mario Ghella      | Włochy        | 12,1            | 12,6            | -               | Q     |
| 2.      | Ward Van de Velde | Belgia        |                 |                 |                 |       |

| Pozycja | Zawodnik      | Reprezentacja   | Czas (wyścig 1) | Czas (wyścig 2) | Czas (wyścig 3) | Uwagi |
| ------- | ------------- | --------------- | --------------- | --------------- | --------------- | ----- |
| 1.      | Reg Harris    | Wielka Brytania | 12,5            | 12,8            |                 | Q     |
| 2.      | Mario Masanés | Chile           |                 |                 |                 |       |

| Pozycja | Zawodnik        | Reprezentacja     | Czas (wyścig 1) | Czas (wyścig 2) | Czas (wyścig 3) | Uwagi |
| ------- | --------------- | ----------------- | --------------- | --------------- | --------------- | ----- |
| 1.      | Axel Schandorff | Dania             | 12,3            | 12,4            |                 | Q     |
| 2.      | Jack Heid       | Stany Zjednoczone |                 |                 |                 |       |

| Pozycja | Zawodnik        | Reprezentacja | Czas (wyścig 1) | Czas (wyścig 2) | Czas (wyścig 3) | Uwagi |
| ------- | --------------- | ------------- | --------------- | --------------- | --------------- | ----- |
| 1.      | Charlie Bazzano | Australia     | 12,8            | 13,2            |                 | Q     |
| 2.      | Leonel Rocca    | Urugwaj       |                 |                 |                 |       |

### Półfinały
| Pozycja | Zawodnik        | Reprezentacja | Czas (wyścig 1) | Czas (wyścig 2) | Czas (wyścig 3) | Uwagi |
| ------- | --------------- | ------------- | --------------- | --------------- | --------------- | ----- |
| 1.      | Mario Ghella    | Włochy        | 12,1            | 11,9            |                 | FA    |
| 2.      | Axel Schandorff | Dania         |                 |                 |                 | FB    |

| Pozycja | Zawodnik        | Reprezentacja   | Czas (wyścig 1) | Czas (wyścig 2) | Czas (wyścig 3) | Uwagi |
| ------- | --------------- | --------------- | --------------- | --------------- | --------------- | ----- |
| 1.      | Reg Harris      | Wielka Brytania | 13,7            | 12,7            |                 | FA    |
| 2.      | Charlie Bazzano | Australia       |                 |                 |                 | FB    |

## Finały

### Pojedynek o brązowy medal
| Zawodnik        | Reprezentacja | Czas (wyścig 1) | Czas (wyścig 2) | Czas (wyścig 3) | Pozycja |
| --------------- | ------------- | --------------- | --------------- | --------------- | ------- |
| Axel Schandorff | Dania         | 12,9            | 12,0            |                 | brąz    |
| Charlie Bazzano | Australia     |                 |                 |                 | 4.      |

### Pojedynek o złoty medal
| Zawodnik     | Reprezentacja   | Czas (wyścig 1) | Czas (wyścig 2) | Czas (wyścig 3) | Pozycja |
| ------------ | --------------- | --------------- | --------------- | --------------- | ------- |
| Mario Ghella | Włochy          | 12,2            | 12,0            |                 | złoto   |
| Reg Harris   | Wielka Brytania |                 |                 |                 | srebro  |